# میرویدر هایتس، نیو ساوت ولز
میرویدر هایتس (به انگلیسی: Merewether Heights) یک حومه شهر در استرالیا است که در نیو ساوت ولز واقع شده‌است.